# René Pinto (beisbolista)
René Rafael Pinto (Maracay, Venezuela, 2 de noviembre de 1996), más conocido como René Pinto, es un jugador profesional venezolano de béisbol que se desempeña en la posición de cácher en Baltimore Orioles, equipo de las Grandes Ligas de Béisbol (MLB).

## Carrera
Pinto hizo su debut en la MLB con el equipo Tampa Bay Rays, en el cual jugó tres temporadas (2022-2024), después pasó a Baltimore Orioles.